# Музей Ларко
Музей Ларко або Археологічний музей Рафаеля Ларко Еррери (ісп. Museo Larco, повна назва Museo Arqueológico Rafael Larco Herrera) — музей у місті Пуебло-Лібре округу Ліма, Перу. Музей розташований в будівлі 18 століття, резиденції віце-королів Перу, збудованій на місці одної з доколумбових пірамід. Музей містить галереї, упорядковані в хронологічному порядку, що демонструють понад 4-тисячолітню доколумбову історію Перу. Тут виставлені вироби культур Моче, Наска, Чиму та інків. Це один з перших музеїв світу, що одночасно виставив колекцію з понад 45 тис. експонатів у своєму електронному каталозі.